# 奥里希县
奥里希县（Landkreis Aurich），位于德国下萨克森州西北部的最外沿，首府奥里希，它还坐落于历史景区东弗里斯兰（Ostfriesland）的中心，北海海岸成了它西、北部的一个天然边界。